# ویلیام اسمیت
ویلیام اسمیت (به انگلیسی: William Smith) سناتور سابق عضو حزب دموکرات ایالات متحده آمریکا بود. وی در سال ۱۸۱۶ تا ۱۸۲۳ و ۱۸۲۶ تا ۱۸۳۱ میلادی سناتور ایالت کارولینای جنوبی در سنای ایالات متحده آمریکا بود.